# Helmar Müller
Helmar Müller (Sombor, 11 agosto 1939 – 9 giugno 2023) è stato un velocista tedesco.

## Biografia
Alle Olimpiadi del 1968 svoltesi a Città del Messico, dove gareggiava nella squadra della Germania Ovest, vinse la medaglia di bronzo nella staffetta 4×400, suo unico titolo ai Giochi Olimpici.

## Palmarès
| Anno | Manifestazione | Sede              | Specialità      | Risultato | Note |
| ---- | -------------- | ----------------- | --------------- | --------- | ---- |
| 1967 | Universiadi    | Tokyo             | Staffetta 4×400 | Oro       |      |
| 1967 | Universiadi    | Tokyo             | 400 m piani     | Argento   |      |
| 1968 | Olimpiadi      | Città del Messico | Staffetta 4×400 | Bronzo    |      |
| 1970 | Europei indoor | Vienna            | Staffetta 4×400 | Bronzo    |      |